# Naomi (catch)
Trinity Fatu McCray (née le 30 novembre 1987 à Sanford, Floride) est une catcheuse et danseuse américaine. Elle travaille à la World Wrestling Entertainment, dans la division Raw, sous le nom de Naomi.
En tant que catcheuse, elle a été la première championne des Divas de la Florida Championship Wrestling, le club-école de la WWE. Elle a aussi participé à la troisième saison de NXT, une émission produite par la WWE pour mettre sur le devant de la scène ses meilleurs jeunes. Après un deuxième passage à la Florida Championship Wrestling, elle a ensuite rejoint les émissions principales (Raw et SmackDown) fin 2012. Elle participe depuis 2013 à l'émission Total Divas.
Elle remporte son premier titre féminin depuis son arrivée dans le roster principal de la WWE en 2017 lors de l'Elimination Chamber, où elle gagne le championnat féminin de SmackDown. Elle le remporte une seconde fois lors de WrestleMania 33, faisant d'elle la première catcheuse afro-américaine à gagner un titre à WrestleMania.

## Jeunesse et carrière de danseuse
Trinity McCray a commencé la danse à l'âge de neuf ans. Elle est diplômée de l'Oviedo High School en 2006 et poursuit ses études au Seminole State College of Florida (en). En parallèle à ses études, elle travaille comme danseuse pour l'équipe du Magic d'Orlando. Elle a été aussi la danseuse du rappeur Flo Rida.

## Carrière de catcheuse

### World Wrestling Entertainment (2009-2023)

#### Florida Championship Wrestling (2009-2012)
En août 2009, elle signe un contrat avec la WWE, qui l'envoie dans son club-école, la Florida Championship Wrestling (FCW). Elle débute le 29 octobre sous le nom de ring de Naomi Night où elle participe avec Alex Riley à un match en équipe mixte qu'ils perdent face à AJ Lee et Brett DiBiase. Elle fait son premier match retransmis à la télévision le 12 décembre, au cours des enregistrements des shows de la FCW du 10 janvier 2010 où elle fait équipe avec Rosa Mendes où elles perdent face à AJ Lee et Courtney Taylor.
En mai, elle participe au tournoi pour désigner la première championne des Divas de la FCW qu'elle remporte le 10 juin après avoir vaincu Serena en finale. Le même jour au cours des enregistrements de l'émission du 4 juillet, elle défend avec succès son titre face à AJ Lee.
Le 16 décembre au cours des enregistrements de l'émission du 23 janvier 2011, elle perd son titre contre AJ Lee. Elle tente de récupérer le titre face à cette dernière lors de l'émission du 13 mars, mais elle perd.
Elle fait son dernier match à la FCW le 3 novembre où elle échoue une nouvelle fois à remporter le championnat des Divas face à Audrey Marie au cours des enregistrements de l'émission du 11 décembre.

#### Saison 3 de NXT (2010)
Le 31 août, au cours de la finale de la saison 2 de WWE NXT, il a été annoncé que Naomi rejoindrait la saison 3 de cette émission, avec Kelly Kelly comme pro. Elle a finalement terminé seconde de la saison.

#### The Funkadactyls (2012-2014)

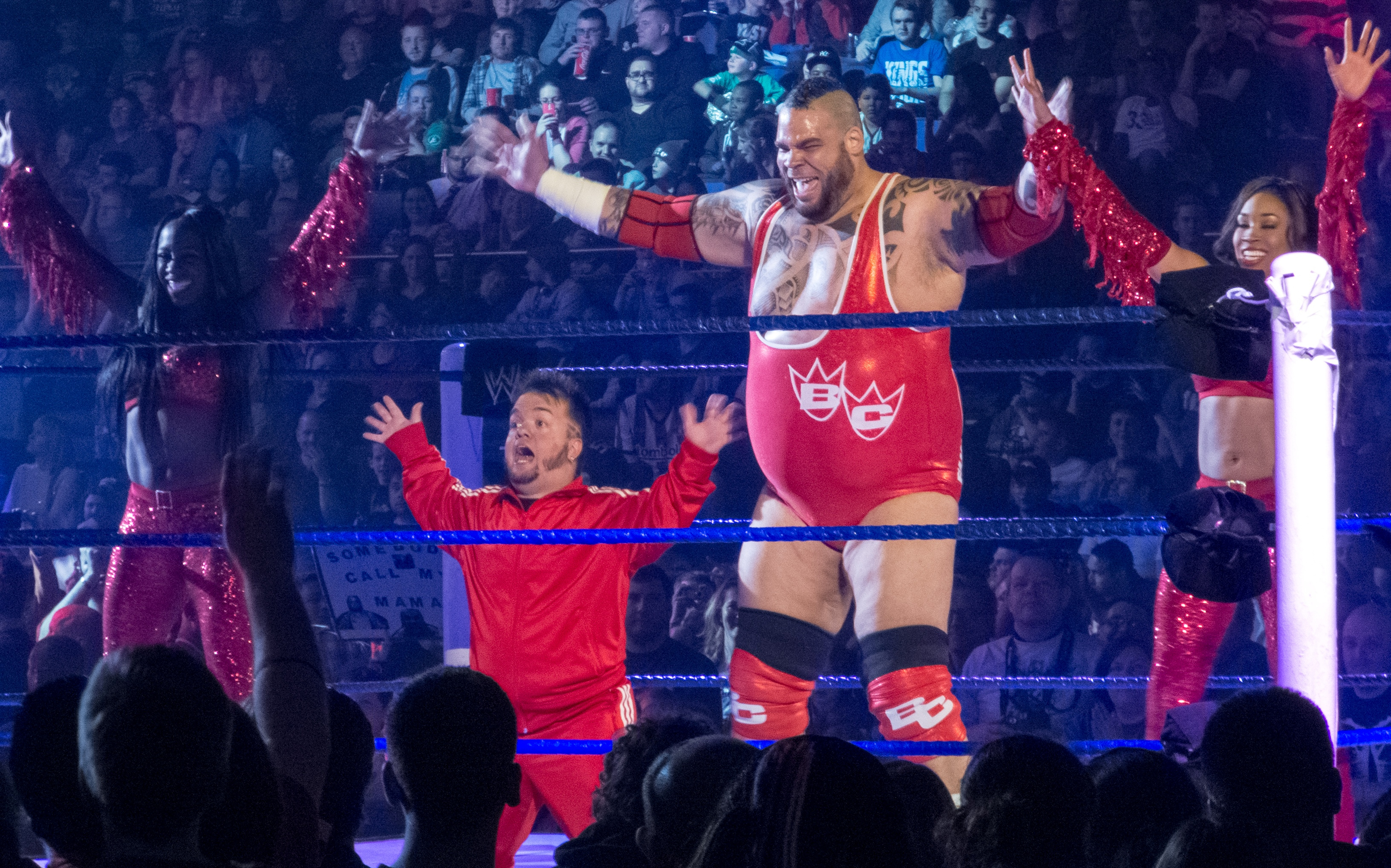
Naomi (à gauche) dansant avec Hornswoggle, Brodus Clay et Cameron en avril 2012

Elle fait ses débuts à Raw le 9 janvier 2012 avec Cameron en tant que danseuses de Brodus Clay à chacun de ses matchs,.
Lors de TLC, Cameron et elle participent avec Layla, Kaitlyn, Aksana, Tamina Snuka, Natalya, Alicia Fox et Rosa Mendes à la Bataille Royale des Divas de Noël pour déterminer l'aspirante no 1 au championnat des Divas détenu par Eve Torres. Naomi remportera cette bataille royale, mais perdra son match de championnat contre Eve Torres.
Le 18 août 2013 lors de SummerSlam, Cameron et elle accompagnent et soutiennent Natalya pour son match contre Brie Bella, que Natalya gagne. Lors de Night of Champions, elle ne remporte pas le championnant des Divas de la WWE, battue par AJ Lee dans un Fatal Four Way Match qui comprenait également Natalya et Brie Bella. Aux Survivor Series, l'équipe des Total Divas dont Naomi faisait partie gagne contre celle des True Divas dans un match par équipe traditionnel à élimination.
Le 3 février 2014 à Raw, elle bat Aksana dans un match simple. Durant le match, elle se blesse à l'œil, ce qui l'éloignera des rings pendant quelques semaines. Elle fait son retour lors du Raw du 17 mars avec un cache-œil, et gagnera son match avec Cameron contre AJ Lee et Tamina Snuka grâce à son moonsault sur AJ.
Lors de WrestleMania XXX, elle perd le Vickie Guerrero Divas Championship Invitational match au profit d'AJ Lee.
Lors de Money in the Bank, elle perd contre Paige et ne remporte pas le Divas Championship.
Le 30 juin à Raw, une dispute éclate entre Cameron et elle. Cameron quitte le ring seule, ce qui annonce la fin des Funkadactyls. Elle et Cameron perdent face à AJ Lee et Paige lors de Raw du 7 juillet. À la fin du combat, une bagarre éclate entre les deux divas, cela annonce officiellement la fin des Funkadactyls.

#### Débuts en solo (2014-2015)
Elle fait ses débuts en solo en entrant dans une rivalité avec Cameron. Lors de Battleground, Naomi perd face à Cameron. Aux Survivor Series, Naomi gagne le match par équipe traditionnel à élimination en faisant le tombé sur Paige, capitaine de l'équipe adverse.
Après plusieurs mois d'absence Naomi fait son retour en battant la championne des divas Nikki Bella par deux fois dans des matchs où le titre n'était pas en jeu.

#### Team B.A.D et blessure (2015-2016)

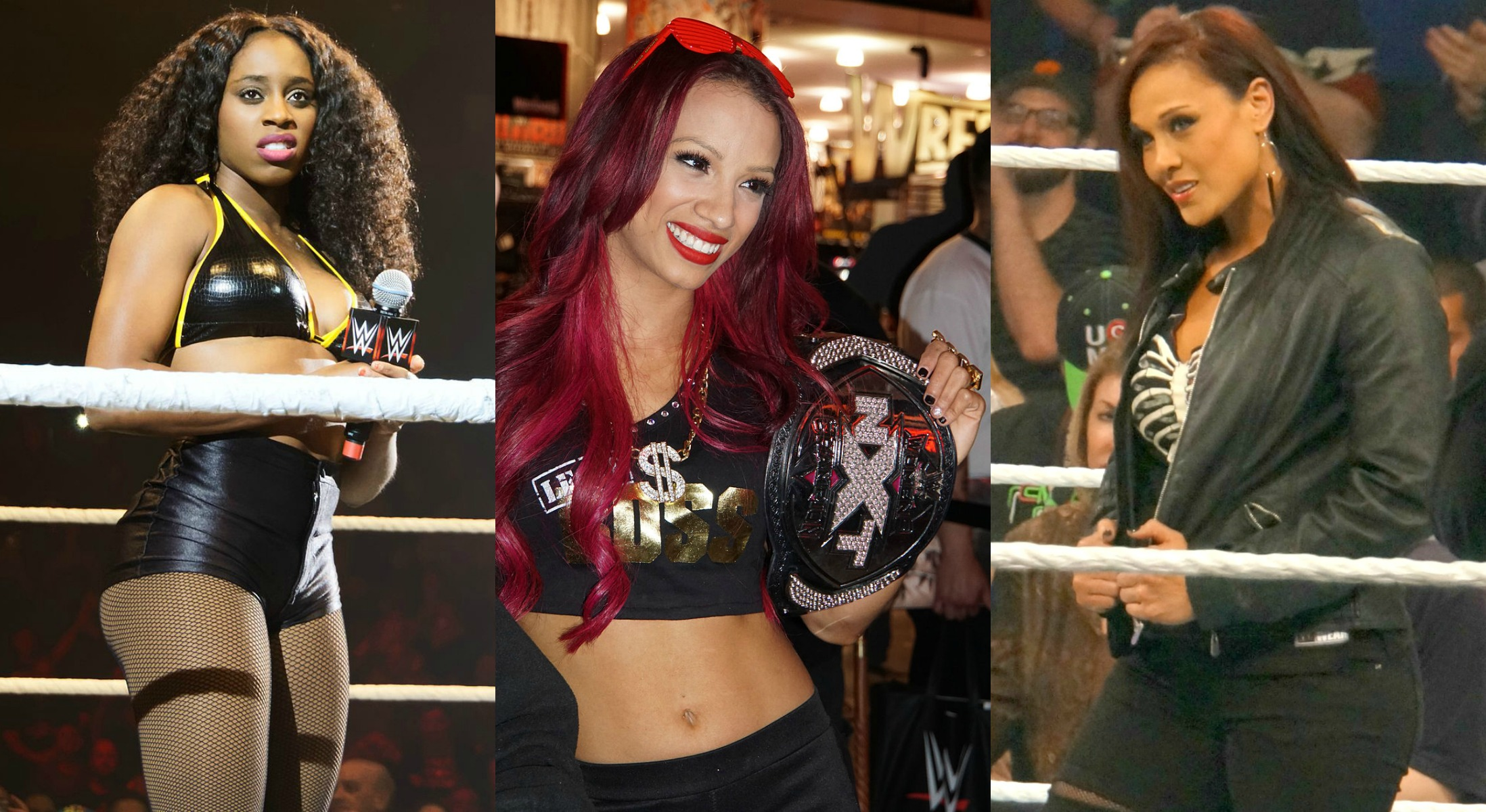
Les membres de la team B.A.D

Le 17 mai 2015 lors de Payback, Naomi et Tamina font équipe et battent The Bella Twins. Lors d'Elimination Chamber, elle perd contre Paige et Nikki dans un Triple Threat match pour le titre des Divas, que Nikki conserve.
Lors de Summerslam, la Team B.A.D & Team Bella perd contre la Team PCB , dans un Elimination Tag Team match.
Sasha Banks se sépare de Naomi et Tamina le 1er février 2016 à Raw, ces dernières l'attaquant pendant son match face à Becky Lynch qui finit par aider Sasha. À Fastlane, Naomi et Tamina perdent contre Sasha Banks et Becky Lynch.
Lors du pré-show de WrestleMania 32, elle perd avec la Team B.A.D. contre la Team Total Divas.
Naomi se blesse peu après ce PPV et disparaît des écrans. Elle est partie en tournage pour le film The Marine 5 et pour l'émission Total Divas.

#### Double championne deSmackDown(2016-2017)
Le 19 juillet, lors du Draft, elle est transférée à SmackDown Live, en tant que Face et avec une nouvelle gimmick. Le 21 août à SummerSlam, Becky Lynch, Carmella et elle perdent face à Alexa Bliss, Natalya et Nikki Bella dans un 6-Woman Tag Team match. Quelques jours après ce match, Shane McMahon et Daniel Bryan annoncent la création du championnat féminin de SmackDown Live et sa participation à un 6-Pack Challenge, qui aura lieu à Backlash, afin de déterminer la première championne. Le 11 septembre à Backlash, elle ne devient pas la première championne de SmackDown, battue par Becky Lynch dans un 6-Pack Challenge, qui inclut également Alexa Bliss, Carmella, Natalya et Nikki Bella.
Le 9 octobre à No Mercy, elle bat Alexa Bliss. Le 20 novembre aux Survivor Series, l'équipe SmackDown (Becky Lynch, Carmella, Alexa Bliss, Natalya et elle) perd face à celle de Raw (Charlotte Flair, Bayley, Sasha Banks, Alicia Fox et Nia Jax) dans un 5-on-5 Traditional Survivor Series Woman's Elimination Match.
Le 29 janvier 2017 lors du pré-show au Royal Rumble, Becky Lynch, Nikki Bella et elle battent Alexa Bliss, Mickie James et Natalya dans un 6-Woman Tag Team match. Le 12 février à Elimination Chamber, elle devient la nouvelle championne de SmackDown en battant Alexa Bliss, remportant le titre pour la première fois de sa carrière. Le 21 février à SmackDown Live, à la suite de sa blessure, elle est malheureusement contrainte de rendre le titre vacant, gagné plus tard par Alexa Bliss. Le 28 mars à SmackDown Live, elle effectue son retour de blessure, et s'annonce dans le 6-Pack Challenge pour le titre féminin de SmackDown à WrestleMania 33.
Le 2 avril à WrestleMania 33, elle redevient championne de SmackDown en battant Alexa Bliss, Becky Lynch, Carmella, Mickie James et Natalya dans un 6-Pack Challenge, remportant le titre pour la seconde fois. Le 21 mai à Backlash, Becky Lynch, Charlotte Flair et elle perdent face à Carmella, Natalya et Tamina par soumission, dans un 6-Woman Tag Team match. Le 18 juin à Money in the Bank, elle conserve son titre en battant Lana par soumission.
Le 20 août à SummerSlam, elle perd face à Natalya, ne conservant pas son titre.

#### Rivalité avec The Riott Squad (2017-2018)
Le 19 novembre aux Survivor Series, l'équipe SmackDown (Asuka, Carmella, Mandy Rose, Sonya Deville et elle) perd face à l'équipe Raw (Nia Jax, Tamina, Mickie James, Bayley et Sasha Banks) dans un 5-on-5 Traditional Survivor Series Woman's Elimination Match[réf. nécessaire]. Le 17 décembre à Clash of Champions, elle est une des bûcheronnes du Lumberjack Match opposant Charlotte Flair à Natalya pour le titre féminin de SmackDown.
Le 28 janvier 2018 au Royal Rumble, elle entre dans le premier Royal Rumble féminin en 20e position, mais se fait éliminer par Jax. Le 6 février lors de Mixed Match Challenge, Jimmy Uso et elle battent Goldust et Mandy Rose. Le 6 mars à Mixed Match Challenge, Jimmy Uso et elle perdent face à Braun Strowman et Alexa Bliss. Le 11 mars à Fastlane, Becky Lynch et elle perdent face à Natalya et Carmella.
Le 8 avril lors du pré-show à WrestleMania 34, elle remporte la première Women's Battle Royal en éliminant Bayley en dernière position. Le 17 juin à Money in the Bank, elle ne remporte pas la mallette, gagnée par Alexa Bliss.

#### Rivalité avec The IIconics, alliance avec Asuka et rivalité avec Mandy Rose (2018-2019)
Le 6 octobre à Super Show-Down, Asuka et elle perdent face aux IIconics. Le 18 novembre aux Survivor Series, l'équipe SmackDown (Asuka, Carmella, Mandy Rose, Sonya Deville et elle) perd face à l'équipe Raw (Bayley, Sasha Banks, Tamina, Nia Jax et Mickie James) lors du 5-on-5 Traditional Women's Survivor Series Elimination Match.
Le 27 janvier 2019 au Royal Rumble, elle entre dans le Royal Rumble féminin en 16e position, élimine Mandy Rose, avant d'être elle-même éliminée par cette dernière.

#### Draft àRaw(2019-2020)
Le 15 avril à Raw, lors du Superstar Shake-Up, elle est transférée officiellement au show rouge, devient la partenaire mystère de Bayley et ensemble, les deux catcheuses battent les IIconics. Le 19 mai à Money in the Bank, elle ne remporte pas la mallette, gagnée par Bayley.

#### Retour àSmackDown(2020)
Le 31 janvier 2020 à Super SmackDown, elle fait son retour au show bleu et attaque Bayley. Le 27 février à Super ShowDown, elle ne remporte pas la ceinture féminine de SmackDown, battue par la catcheuse.
Le 5 avril à WrestleMania 36, elle ne remporte pas la ceinture, rebattue par Bayley dans un Fatal 5-Way Elimination match qui inclut également Lacey Evans, Sasha Banks et Tamina.

#### Retour àRaw, alliance avec Lana et retour en solo (2020-2021)
Le 9 octobre à SmackDown, lors du Draft, elle est annoncée être officiellement transférée à Raw par Stephanie McMahon.
Le 31 janvier 2021 au Royal Rumble, elle entre dans le Women's Royal Rumble match en seconde position, mais se fait éliminer par Nia Jax et Shayna Baszler après près de 48 minutes de match.
Le 10 avril à WrestleMania 37, Lana et elle ne deviennent pas aspirantes no 1 aux ceintures féminines par équipes, battues par The Riott Squad (Liv Morgan et Ruby Soho) dans un Tag Team Turmoil match (éliminées par Billie Kay et Carmella.
Le 18 juillet à Money in the Bank, elle ne remporte pas la mallette, gagnée par Nikki ASH.

#### Retour àSmackDown, rivalité avec Sonya Deville, championne par équipe de la WWE avec Sasha Banks et départ (2021-2023)
Le lendemain, elle est de nouveau transférée au show bleu.
Le 29 janvier 2022 au Royal Rumble, elle entre dans le Women's Royal Rumble match en 14e position, élimine Sonya Deville avant d'être elle-même éliminée par cette dernière après 7 minutes de match. Le 19 février à Elimination Chamber, Ronda Rousey et elle battent Charlotte Flair et sa même adversaire par soumission. Le 25 février à SmackDown, après la victoire de Sasha Banks sur Shotzi par soumission, elle annonce s'allier avec la première et chercher les titres par féminins équipes à WrestleMania 38.
Le 3 avril à WrestleMania 38, les deux catcheuses deviennent les nouvelles championnes par équipes en battant Carmella et Queen Zelina, Liv Morgan et Rhea Ripley, Natalya et Shayna Baszler dans un Fatal 4-Way Tag Team match et elle remporte les titres pour la première fois de sa carrière.
Le 20 mai à SmackDown, Michael Cole annonce qu'elles sont suspendues indéfiniment par la compagnie. En effet, en début de semaine à Raw, elles ont refusé de participer à un 6-Pack Challenge pour déterminer l'aspirante no 1 au titre féminin de Raw à Hell in a Cell et abandonné les ceintures sur le bureau de John Laurinatis, car ne se sentaient pas respectées en tant que championnes.
Le 23 mars 2023, elle quitte officiellement la compagnie.

### Impact Wrestling  (2023-2024)

#### Débuts, championne Knockout et départ (2023-2024)
Le 4 mai, elle fait ses débuts à Impact Wrestling, mais est interrompue par la championne Knockout, Deonna Purrazzo, avec qui elle échange des mots houleux, avant que les deux femmes ne soient à nouveau interrompues par l'arrivée de Jordynne Grace qui veut défier la championne. Le 26 mai à Under Siege, elle dispute son premier match et bat Gisele Shaw. Le 9 juin à Against All Odds, Deonna Purrazzo et elle battent Savannah Evans et sa même adversaire. 
Le 15 juillet à Slammiversary, elle devient la nouvelle championne Knockout d'Impact en battant sa partenaire et remporte le titre pour la première fois de sa carrière. Cinq soirs plus tard à Impact, son ancienne coéquipière effectue un Heel Turn et lui réclame un match revanche pour le titre à Emergence. Le 12 août à Emergence, elle conserve son titre en rebattant sa même adversaire par soumission. Le 8 septembre à Victory Road, elle conserve son titre en battant Alisha Edwards. Le 21 octobre à Bound for Glory, elle conserve son titre en battant Mickie James par soumission. Le 3 novembre à Turning Point, elle conserve son titre en rebattant Deonna Purrazzo par soumission dans un Last Chance match avec Gail Kim comme arbitre spéciale. Le 9 décembre à Final Resolution, Jordynne Grace et elle battent Gisele Shaw et sa rivale.
Le 13 janvier 2024 à Hard to Kill, elle ne conserve pas sa ceinture, battue par Jordynne Grace.

### Retour à la World Wrestling Entertainment (2024-...)

#### Retour àSmackDownet double championne par équipes avec Bianca Belair (2024-2025)
Le 27 janvier 2024 au Royal Rumble, elle fait son retour à la World Wrestling Entertainment dix mois après l'avoir quittée, entre dans le Women's Royal Rumble match en deuxième position, élimine Alba Fyre et Becky Lynch avant d'être elle-même éliminée par Jade Cargill après 62 minutes de match. Le 24 février à Elimination Chamber, elle ne devient pas aspirante no 1 au titre mondial féminin à WrestleMania XL, battue par Becky Lynch dans son tout premier Women's Elimination Chamber match.
Le 6 avril à WrestleMania XL, Jade Cargill, Bianca Belair et elle battent Damage CTRL (Dakota Kai, Asuka et Kairi Sane) dans un 6-Women Tag Team match. Le 4 mai à Backlash, elle ne remporte pas le titre féminin de la WWE, battu par Bayley dans un Triple Threat match qui inclut également Tiffany Stratton.
Le 6 juillet à Money in the Bank, elle ne remporte pas la mallette, gagnée par sa dernière précédente adversaire.
Le 30 novembre aux Survivor Series: WarGames, Bianca Belair, Iyo Sky, Rhea Ripley, Bayley et elle battent Nia Jax, Raquel Rodriguez, Liv Morgan, Candice LeRae et Tiffany Stratton dans son tout premier Women's WarGames match. Le 13 décembre à SmackDown, elle remplace Jade Cargill aux côtés de Bianca Belair et redevient championne par équipes pour la seconde fois.
Le 1er février 2025 au Royal Rumble, elle entre dans le Women's Royal Rumble match en 15e position, élimine Zoey Stark avec l'aide de sa coéquipière avant d'être elle-même éliminée par Nia Jax après 38 minutes de match. 23 soirs plus tard à Raw, les deux catcheuses ne conservent pas leurs ceintures, battues par Liv Morgan et Raquel Rodriguez.

#### Miss Money in the Bank, triple championne du monde et absence (2025)
Le 1er mars à Elimination Chamber, elle est contrainte de déclarer forfait pour le Women's Elimination Chamber match, car avant le début du combat, Jade Cargill fait son retour de blessure après 3 mois et demi d'absence et l'attaque brutalement. 6 soirs plus tard à SmackDown, elle effectue un Heel Turn, car reconnait sa culpabilité sur l'agression subie par The Storm, ce qui met fin à son alliance avec The EST, avant que la première catcheuse ne revienne l'attaquer à nouveau.
Le 19 avril à WrestleMania 41, elle perd face à l'ancienne moitié des championnes par équipes. Le 7 juin à Money in the Bank, elle remporte la mallette.
Le 13 juillet à Evolution, elle reperd face à Jade Cargill dans un No Holds Barred match avec Bianca Belair comme arbitre spéciale. Plus tard dans la soirée, pendant la rencontre entre Iyo Sky et Rhea Ripley pour la ceinture mondiale féminine, elle encaisse sa mallette et redevient championne du monde, pour la troisième fois, en battant les deux catcheuses dans un Triple Threat match. Le lendemain à Raw, après sa victoire, elle rejoint officiellement le show rouge. Le 18 août à Raw, elle est contrainte d'abandonner la ceinture, car annonce être officiellement enceinte de son premier enfant.

## Palmarès
- Florida Championship Wrestling
  - 1 fois FCW Divas Championne (première)
- Impact Wrestling
  - 1 fois Impact Knockouts Championne
  - 2023 Knockout of the Year
- World Wrestling Entertainment
  - 3 fois championne du Monde de la WWE (actuelle)
  - 2 fois championne féminine par équipe de la WWE - avec Sasha Banks (1) et Bianca Belair (1)
  - Miss Money in the Bank (2025)
  - First-ever Wrestlemania Women's Battle Royal Trophy (2018)

## Récompenses des magazines
- Pro Wrestling Illustrated

| Année | 2010 | 2011 à 2012 | 2013 | 2014 | 2015 | 2016 | 2017 | 2018 | 2019 | 2020 | 2021 | 2022 | 2023 | 2024 |
| ----- | ---- | ----------- | ---- | ---- | ---- | ---- | ---- | ---- | ---- | ---- | ---- | ---- | ---- | ---- |
| Rang  | 48   | Non classée | 24   | 39   | 7    | 25   | 9    | 25   | 41   | 63   | 80   | 47   | 23   | 30   |

- 2023 PWI’s comeback of the year
- Ranked 4 in top 10 professional wrestlers in 2023.
- Slammy Award 2013 des meilleurs mouvements de danse de l'année (avec Cameron).

## Vie privée
Elle est en couple et mariée avec Jimmy Uso depuis le 17 juin 2014. Elle est la belle-mère des deux enfants de Jimmy. 
Le 18 août 2025, elle annonce être officiellement enceinte de son premier enfant.

## Télévision
Télé-réalité :
WWE Total Divas